# Hauptstraße 264 (Mönchengladbach)

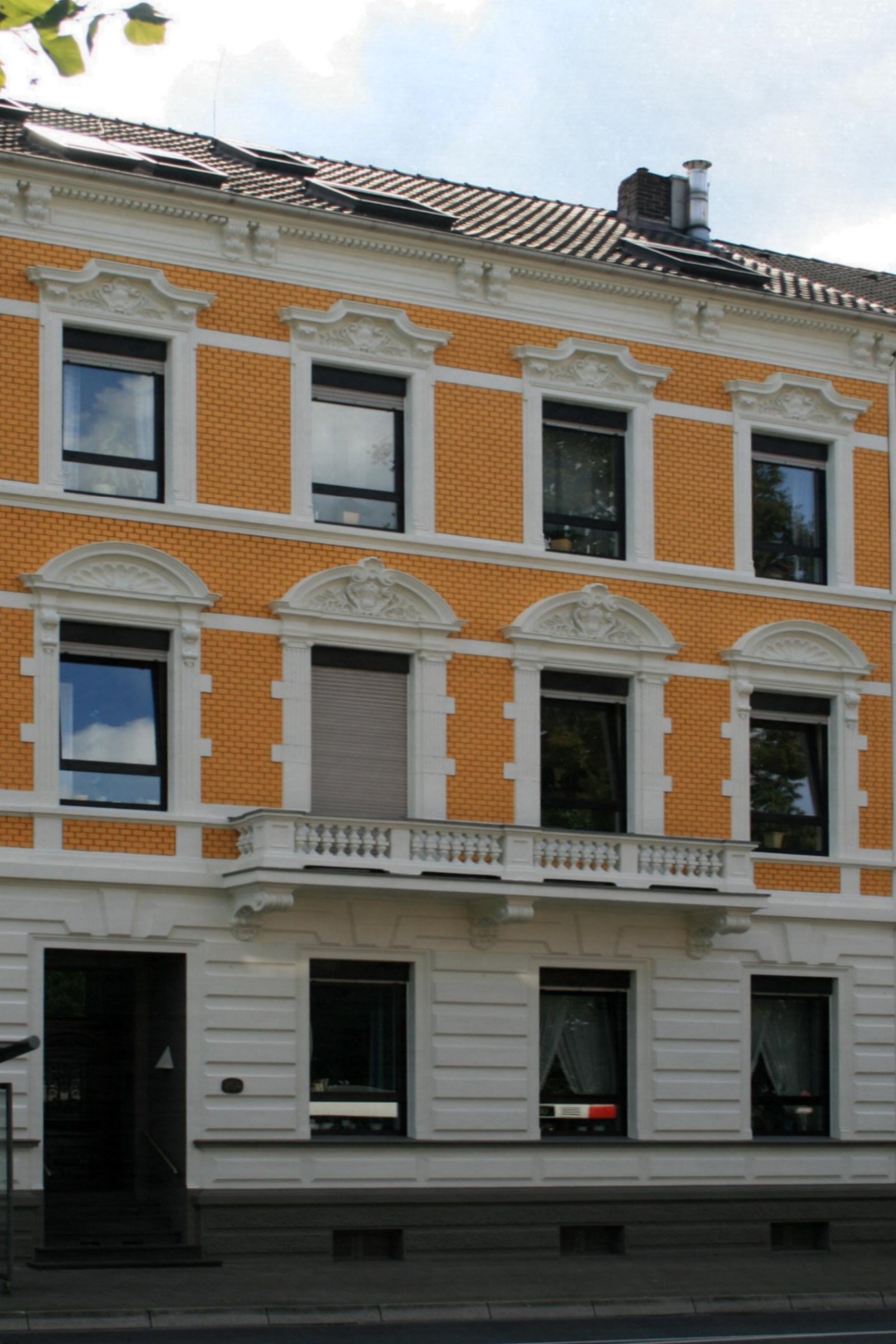
Wohnhaus (2010)

Das Wohnhaus Hauptstraße 264 steht im Stadtteil Rheydt in Mönchengladbach (Nordrhein-Westfalen).
Das Gebäude wurde um die Jahrhundertwende erbaut. Es wurde unter Nr. H 019  am 4. Dezember 1984 in die Denkmalliste der Stadt Mönchengladbach eingetragen.

## Architektur
Das Objekt Nr. 264 liegt mit den unter Denkmalschutz stehenden Gebäuden  Nr. 262 und Nr. 266 gegenüber der ev. Friedenskirche  und gestaltet dort eine Platzwand gegenüber dem Westportal. Insofern von herausragender städtebauliche Bedeutung. Das Haus ist ein dreigeschossiges, vierachsiges Gebäude mit einem Satteldach aus der Jahrhundertwende.